# Прибыловская бурозубка
Прибыловская бурозубка (Sorex pribilofensis) — это вид бурозубок, описанный Клинтоном Хартом Мерриамом в 1895 году. Sorex pribilofensis входит в род Sorex и соответственно в семейство Soricidae. IUCN классифицирует данный вид  как находящийся под угрозой исчезновения (EN). 
Подвиды у этого вида не описаны.

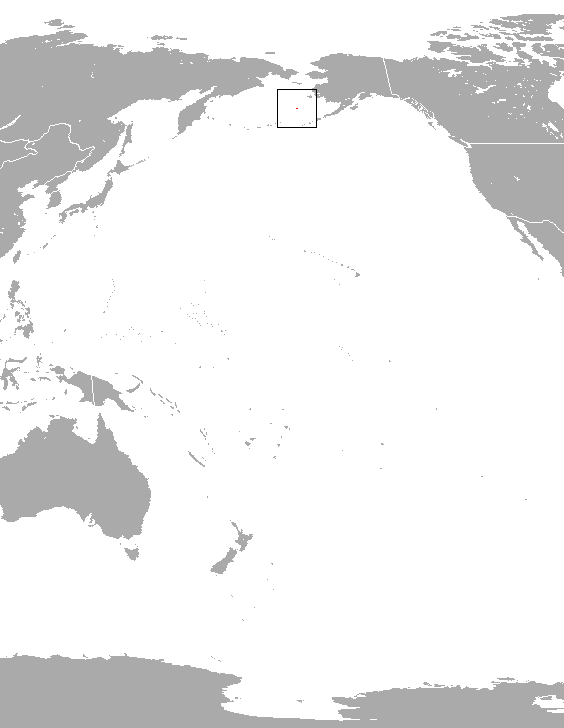
Местоположение островов Прибылова в Беринговом море

Эта землеройка эндемик острова Святого Павла, относящегося к островам Прибылова. Площадь острова 104 км², он 21,7 км в длину и 12,3 км в ширину. Эта бурозубка в основном населяет прибрежную тундру. Центр острова, где преобладают осоковые (Carex) заросли, этот вид избегает. Площадь местообитаний вида составляет около 40 км². Самая высокая численность обнаружена в прибрежных дюнах и злаково-зонтичных растительных ассоциациях (grass-umbel habitats). 
Пища состоит из жуков и других насекомых.
Длина тела вместе с хвостом от 9,0 до 9,5 см, при этом длина хвоста от 3,5 до 3,5 см и вес от 3 до 4 г. Этот вид очень похож на Sorex ugyunak, который встречается в арктических частях Северной Америки. Как и у ледниковой бурозубки, у него коричневая верхняя сторона и более светлая нижняя сторона с четкой границей между обеими цветовыми зонами. 
Хромосомный набор  2n = 55, NF = 67.
Трансгрессией Мирового Океана этот вид отделён от популяций других видов землероек, по крайней мере, 16 тысяч лет.

## Заметки по систематике
В зоологической литературе существуют некоторые расхождения в правильном названии этого вида. За шесть лет до прибыловской бурозубки был описан вид Sorex hydrodromus Dobson, 1889. Типовое местонахождение этой формы указано как "Unalaska Islands, Aleutian Islands" («Острова Уналашка, Алеутские острова»). Однако попытки собрать землероек из типового местонахождения не увенчались успехом. Было выдвинуто предположение, что землеройка, послужившая голотипом для Sorex hydrodromus, в действительности была собрана на острове Святого Павла островов Прибылова. Тогда название Sorex hydrodromus должно иметь приоритет, и прибыловские бурозубки должно иметь это латинское название. Большое число как российских так и зарубежных учёных долгое время использовали название Sorex hydrodromus для обозначения бурозубки Прибыловых островов. А А. А. Гуреев привёл в списке видов и S. hydrodromus, и S. pribilofensis.
Однако в 1982 году Ван Зил де Йонг представил данные, которые ставят под сомнение использование названия Sorex hydrodromus для бурозубки с острова Прибылова, то есть для неё правильным названием должно быть S. pribilofensis. Затем супруги Роберт и Вирджиния Рауши показали, что голотип Sorex hydrodromus по признакам зубов ближе к группе Sorex araneus, а не подроду Otisorex. Эту позицию поддержал широкий круг зарубежных специалистов по роду Sorex.